# Granat RPG-6
RPG-6 – radziecki, ręczny granat przeciwpancerny o działaniu kumulacyjnym.
Granat ten znajduje się również w uzbrojeniu Wojska Polskiego. Działanie jego jest podobne do działania granatu RPG-43 z wyjątkiem jednej różnicy polegającej na korzystniejszym ukształtowaniu ładunku kumulacyjnego za pomocą którego osiąga większą przebijalność pancerza.